# The Scaffold
A The Scaffold egy angol humorista- és zenészcsapat volt Liverpoolból, amely 1964 és 1977 között létezett. A csapat tagjai Mike McGear (születési nevén Peter Michael McCartney, Paul McCartney testvére), Roger McGough és John Gorman voltak.

## Diszkográfia

### Kislemezek

#### Brit kiadású kislemezek
- "2 Days Monday" / "3 Blind Jellyfish" (1966)
- '"Goodbat Nightman" / "Long Strong Black Pudding" (1966)
- "Thank U Very Much" / "Ide B The First" (1967)
- "Do You Remember?" / "Carry On Krow" (1968)
- "1-2-3" / "Today" (1968)
- "Lily the Pink" / "Buttons Of Your Mind" (1968)
- "Charity Bubbles" / "Goose" (1969)
- "Gin Gan Goolie" / "Liver Birds" (1969)
- "All The Way Up" / "Please Sorry" (1970)
- "Bus Dreams" / "If I Could Start All Over Again" (1970)
- "Do The Albert" / "Commercial Break" (1971)
- "Lily the Pink" / "Thank U Very Much" / "Do You Remember?" (1973)
- "Liverpool Lou" / "Ten Years After on Strawberry Jam" (1974)
- "Mummy Won't Be Home For Christmas" / "The Wind Is Blowing" (1974)
- "Leaving of Liverpool" / "Pack Of Cards" (1975)
- '"Wouldn't It Be Funny If You Didn't Have A Nose" / "Mr. Noselighter" (1976)
- "How D'You Do" / "Paper Underpants" (1977)

#### Amerikai kiadású kislemezek
- "Thank U Very Much" / "Ide B The First" (1968)
- "Do You Remember?" / "Carry On Krow" (1968)
- "Lily the Pink" / "Buttons of Your Mind" (1968)
- "Charity Bubbles" / "Goose" (1969)
- "Jelly Covered Cloud" / "Liver Birds" (1969)
- "Liverpool Lou" / "Ten Years After on Strawberry Jam" (1974)

#### Kanadai kiadású kislemezek
- "Thank U Very Much" / "Ide B The First" (1968)
- "Lily the Pink" / "Buttons of Your Mind" (1968)
- "Liverpool Lou" / "Ten Years After on Strawberry Jam" (1968)

### Nagylemezek

#### Brit kiadású nagylemezek
- McGough and McGear: McGough and McGear (1968)
- Live at the Queen Elizabeth Hall (1968)
- L the P (1969)
- Fresh Liver (1973)
- Sold Out (1974)
- At Abbey Road 1966–1971 (1999)

#### Amerikai kiadású nagylemezek
- Thank U Very Much (1968)
- McGough and McGear (2012)

#### Japán kiadású nagylemezek
- Sold Out (2004)
- Fresh Liver (2009)